# Gondifelos
Gondifelos era una freguesia portuguesa del municipio de Vila Nova de Famalicão, distrito de Braga.

## Historia
Documentada por primera vez en 1220, Gondifelos ocupa el extremo occidental del concelho, limitando con los de Póvoa de Varzim y Barcelos. De hecho, perteneció a este último concelho, hasta que en 1872 pasó al de Vila Nova de Famalicão, al que ya había sido asignada entre 1836 y 1838.
Fue suprimida el 28 de enero de 2013, en aplicación de una resolución de la Asamblea de la República portuguesa promulgada el 16 de enero de 2013 al unirse con las freguesias de Cavalões y Outiz, formando la nueva freguesia de Gondifelos, Cavalões e Outiz.

## Patrimonio
En el patrimonio histórico de la freguesia destaca el sitio arqueológico del Castro de Perices.